# Бог простит
«Бог простит» (укр. Бог простить) — украинский короткометражный фильм-драма, снятый режиссёром Оганнесом Хачатряном .

## Описание

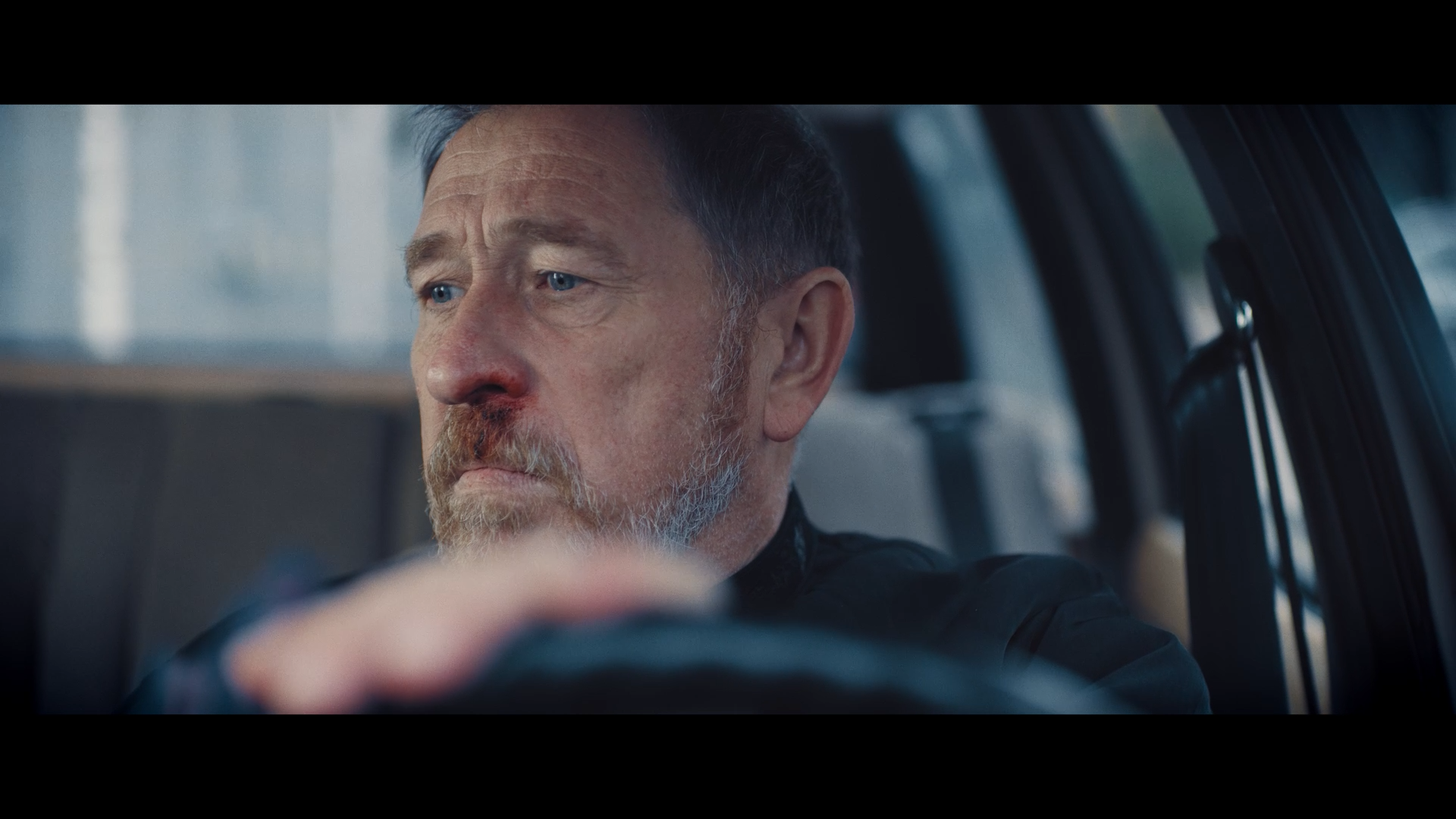
Виктор Жданов — Капеллан Кадр из фильма.

Государственное агентство Украины по кино размещает следующее описание фильма: «Украинский священник капеллан, пытаясь выбраться из серой зоны, наталкивается на расстрелянный конвой сепаров, где сталкивается со смертельно раненым наемником и становится перед выбором — помочь или продолжить бежать, но вдруг ненароком наступает на противопехотную мину.»
Главную роль в фильме сыграл Виктор Жданов, также снимавшийся в фильмах «Киборги», «Экс», «Вулкан», «Захар Беркут» и других украинских фильмах и сериалах.
Краткометражный фильм «Бог простит» среди победителей 13-го питчинга ГосКино Украины и получил финансирование по результатам голосования Государственного совета по поддержке кинематографии, также фильм вошел в подборку из 6 интереснейших проектов игровых короткометражных дебютов Тринадцатого питчинга ГосКино Украины .
Фильм снимался при содействии Национальной гвардии Украины, предоставившей технику и личный состав . Продюсеры — Мила Андрияш и Антон Сова .

## В ролях
- Виктор Жданов — Капеллан
- Сергей Шадрин (1980—2021)[7] — Сепар
- Тамара Морозова — Мать
- Даниил Брага — Сын

## Производство
- Сколько продолжался поиск финансирования — 1 год
- Сколько длилась подготовка — 1,5 месяца
- Сколько дней продолжались съемки фильма — 4 дня
- Сколько продолжался монтаж — 1 месяц

## Награды и номинации
- 2021 Номинант Международной премии «Брусчатка» — Национальный короткометражный фильм
- 2021 Номинант «Хрустальной Киевской кинопремии» — Лучшая операторская работа в короткометражном фильме
- 2021 Киевская МКФ КИНОЛИТОПИСЬ, Украина, Артем Козырев[8]
- 2022 Номинант Кинофестиваля в Марбелье — Лучший короткометражный фильм[9][10]